# Chhota Udaipur
Chhota Udaipur è una suddivisione dell'India, classificata come municipality, di 22.987 abitanti, situata nel distretto di Vadodara, nello stato federato del Gujarat. In base al numero di abitanti la città rientra nella classe III (da 20.000 a 49.999 persone).

## Geografia fisica
La città è situata a 22° 19' 0 N e 74° 1' 0 E e ha un'altitudine di 130 m s.l.m..

## Società

### Evoluzione demografica
Al censimento del 2001 la popolazione di Chhota Udaipur assommava a 22.987 persone, delle quali 11.799 maschi e 11.188 femmine. I bambini di età inferiore o uguale ai sei anni assommavano a 2.588, dei quali 1.374 maschi e 1.214 femmine. Infine, coloro che erano in grado di saper almeno leggere e scrivere erano 15.910, dei quali 8.943 maschi e 6.967 femmine.